# Liste der Monuments historiques in Muntzenheim
Die Liste der Monuments historiques in Muntzenheim führt die Monuments historiques in der französischen Gemeinde Muntzenheim auf.

## Liste der Bauwerke
| Bezeichnung              | Beschreibung                                                                                                 | Standort              | Kennzeichnung | Schutzstatus | Datum | Bild           |
| ------------------------ | --- | --------------------- | ------------- | ------------ | ----- | -------------- |
| Simultankirche St-Urbain | Schiff aus dem 12. Jahrhundert und 1782 erweitert, Chorturm 14. Jahrhundert; außen Pfarrergrabstein von 1692 | Rue Principale (Lage) | PA00085553    | Classé       | 1898  | weitere Bilder |

## Liste der Objekte
| Bezeichnung                                | Beschreibung    | Standort                               | Kennzeichnung | Schutzstatus | Datum | Bild |
| ------------------------------------------ | --------------- | -------------------------------------- | ------------- | ------------ | ----- | ---- |
| Grabstein für Pfarrer Johann Jakob Walther | Sandstein, 1692 | an der Simultankirche St-Urbain (Lage) | PM68000250    | Classé       | 1980  |      |